# Villa Zoila

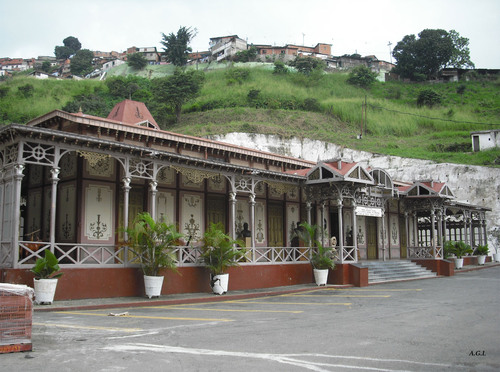
Entrada de Villa Zoila (2008)

La mansión Villa Zoila es una edificación de Caracas, Venezuela hoy convertida en Monumento Histórico Nacional, se encuentra al final de la Av. Paéz, vía Puente Hierro Parroquia Paraíso del Municipio Libertador.
"Villa Zoila" fue edificada en 1903, por mandato del Presidente Cipriano Castro es reacondicionada por el arquitecto Alejandro Chataing para así convertir la mansión en la residencia presidencial, a partir de esto es rebautizada como "Zoila" en honor a la esposa del Presidente Castro, Doña Zoila Rosa Martínez de Castro, la pareja presidencial habitó la casa hasta 1908, cuando Castro sale de la presidencia y del país.
Después que Castro salió del país, la casa estuvo deshabitada hasta 1921, durante el gobierno del General Juan Vicente Gómez, quien en este año la designa como una escuela para Varones, sin embargo posteriormente es designada como una escuela de enfermerías y para la educación de mujeres.
El 28 de octubre de 1936, el General Eleazar López Contreras junto con el gobierno de España crea en ella por primera vez la Escuela de Agentes de Seguridad Pública, bajo la supervisión del Capitán Don Cecilio Marrero Suárez y el Brigadier Don Ramón Moreno Ayape. Este cuerpo de seguridad posteriormente dará vida a lo que hoy en día se conoce como La Guardia Nacional de Venezuela.
Finalmente tras una nueva recuperación y restauración de las instalaciones, fue decretada Monumento Artístico e Histórico de la Nación el 7 de octubre de 1985, después del 17 de abril de 1991 es convertido en Museo Histórico según resuelto de la comandancia General Nro. EMG DPA-DOS-922, luego en fecha 15 de diciembre de 1994, por decisión del Alto mando militar se le identifica con el epónimo del TCNEL (GN) Oscar Tamayo Suárez, en dicho museo se pueden encontrar amplia información sobre la historia de La Guardia Nacional de Venezuela, artículos personales del General Eleazar López Contreras, Cipriano Castro entre otras figuras nacionales.